# Antoine Rebetez
Antoine Rebetez (* 1897; † 28. Januar 1980 in Les Genevez) war ein Schweizer Turner.

## Karriere
Antoine Rebetez nahm an den Olympischen Spielen 1924 in Paris teil. Er startete an allen Geräten und konnte im Pauschenpferdwettkampf sowie mit dem Schweizer Team im Mannschaftsmehrkampf die Bronzemedaille gewinnen.